# Anomala grandis
Anomala grandis – gatunek chrząszcza z rodziny poświętnikowatych i podrodziny rutelowatych.
Gatunek ten opisany został po raz pierwszy w 1839 przez Fredericka Williama Hope’a pod nazwą Euchlora grandis.
Chrząszcz o ciele długości od 27 do 30 mm. Podstawową barwę ciała ma jaskrawo zieloną do oliwkowozielonej. Zielona głowa ma dość drobno punktowany nadustek z rudym podbarwieniem części przedniej. Wypukłe, zielone przedplecze również pokrywają dość drobne punkty. Pokrywy są silnie wysklepione, najszersze przed tylną połową. Ich powierzchnia jest drobno punktowana. Powierzchnię pygidium pokrywają bardzo drobne zmarszczki.
Owad ten jest saproksylofagiem żerującym na butwiejącym drewnie. Rozwój embrionalny trwa u niego od 2 do 3 tygodni, zaś rozwój larwalny od 6 do 7 miesięcy. Stadium poczwarki trwa około 3 tygodni. Owady dorosłe dożywają 2–3 miesięcy.
Gatunek orientalny, znany z południowych Indii, Mjanmy, Kambodży, Tajlandii, Laosu i Malezji.